# 유현 (치천왕)
치천왕 유현(菑川王 劉賢, ? ~ 기원전 154년)은 중국 전한의 황족·제후왕으로, 전한 고조의 손자며 제도혜왕 유비의 아들이다. 오초칠국의 난에 가담했다.

## 일대기
문제 4년(기원전 176년), 제북왕 유흥거가 반란을 일으켰다 자살한 이듬해에, 문제에게서 형제들과 함께 열후로 봉해져 무성후(武成侯, 武城侯)가 되었다. 문제 16년(기원전 164년), 전년 제문왕 유칙이 후사 없이 죽어 폐지된 제나라를 일곱으로 나누어 제도혜왕의 아들들과 성양공왕을 봉하면서 새로 세워진 치천나라 왕이 되었다. 서울은 극(劇)에 두었다. 치천왕은 단 한 번도 입조하지 않았다.
전한 경제의 시대에 조조를 주축으로 하여 조정에서 제후왕의 영지를 줄이는 정책을 펴자, 이에 반발한 오왕 유비가 교서왕 유앙을 한편으로 꼬드겼고 유앙은 일곱 제나라 중 성양나라를 제외한 여섯 나라에 사람을 보내 거사에 함께하도록 권했다. 치천왕도 이에 동참해, 가담 의사를 철회한 제효왕을 교서왕, 제남왕과 함께 제나라의 서울 임치에서 포위했다. 그러나 조정의 진압군과 맞싸운 초나라와 오나라가 패망하고 난포와 조양이 이끄는 구원군이 제나라를 구원하자 각기 흩어져 본국으로 돌아갔고, 교서왕이 조정의 명령으로 자결하자 자신도 자결했다. 치천나라는 형 제북왕 유지에게 넘겨졌다.